# البريد الأخضر
البريد الأخضر أو الابتزاز الأخضر هو مناورة مالية حيث يشتري المستثمرون كمية كبيرة من أسهم شركة مستهدفة لتهديدها بالاستحواذ العدائي، مما يدفع الشركة المستهدفة إلى إعادة شراء الأسهم بسعر أعلى لتجنب الاستحواذ.
الاستحواذات العدائية تعني شراء شركات لأخرى تكون قيمتها منخفضة، وأحيانًا يتم بيع أو تصفية أصول الشركة مثل العقارات لتحقيق ربح. في بعض الحالات، قد يعرض مبتزو "البريد الأخضر" بيع أسهمهم مرة أخرى للشركة المستهدفة بسعر أعلى، مما يسبب خسائر للشركة ومساهميها.
تم استخدام هذه التكتيك من قبل مستثمرين مثل تي. بون بيكنز وجيمس جولدسميث في الثمانينات، الذين حققوا أرباحًا من خلال الضغط على الشركات لشراء أسهمهم بسعر مرتفع. على سبيل المثال، قامت مجموعة غولدسميث بالحصول على حصص في شركات مثل "سانت ريجيس"، مما دفع هذه الشركات لشراء أسهمها بسعر أعلى، مما نتج عنه أرباح كبيرة.
يعتبر "البريد الأخضر" استراتيجية معقدة، لكن القيود القانونية والتكتيكات المضادة، مثل فرض حدود على العروض الرسمية وفرض ضريبة على الأرباح بنسبة 50% في الولايات المتحدة، جعلت استخدامها أقل شيوعًا منذ أوائل التسعينات.

## المصطلح
"الابتزاز الأخضر" هو مصطلح مالي مستحدث ظهر في الثمانينيات، مشتق من كلمتي الابتزاز والدولار الأمريكي (greenback). استخدمه الصحفيون والمعلقون لوصف ممارسات المستثمرين الذين يستخدمون تهديد الاستحواذ العدائي كوسيلة لابتزاز الشركات، بهدف دفعها لتقديم أموال لهم مقابل تجنب الاستحواذ.

## الاستراتيجية
تتمثل استراتيجية الابتزاز الأخضر في محاولة تحقيق أرباح كبيرة عبر الاستحواذ العدائي على شركات كبيرة غالبًا ما تكون منخفضة القيمة السوقية أو ضعيفة الأداء. يُنفذ ذلك من خلال بيع الأصول أو استبدال الإدارة والموظفين. وفي حالات أخرى، يسعى المبتز الأخضر لاستغلال أصول الشركة المستهدفة، مثل العقارات، بالضغط عليها لبيع هذه الأصول ثم استئجارها مرة أخرى عبر دفعات إيجار دورية، مع توزيع عائدات البيع على المساهمين كأرباح نقدية استثنائية.
تطورت هذه الاستراتيجية بمرور الوقت، إذ ظهرت وسائل لمكافحتها، وأشكال أخرى منها، بالإضافة إلى أساليب لتعزيزها. في سياق الاندماجات والاستحواذات، يُدفع مبلغ الابتزاز الأخضر عادةً لوقف محاولة استحواذ عدائي.
من الأمثلة البارزة على هذه الممارسة محاولة شركة "بيرشينج سكوير كابيتال مانجمنت"، بقيادة بيل أكمان، الاستحواذ على سلسلة متاجر تارجت الأمريكية، التي كانت تمتلك عددًا كبيرًا من العقارات المكتملة أو شبه المكتملة. حاول أكمَن دفع الشركة لطرح هذه الأصول في اكتتاب عام، إلى جانب بيع جزئي لوحدة بطاقات الائتمان وتنفيذ عمليات إعادة شراء للأسهم، مما يقلل من عدد الأسهم المتداولة باستخدام أرباح الشركة.
عند استحواذ المستثمر المهاجم على نسبة كبيرة من أسهم الشركة المستهدفة، فإنه يعرض أحيانًا بيع حصته مرة أخرى للشركة بسعر أعلى من القيمة السوقية مقابل وقف محاولة الاستحواذ. رغم أن هذه الممارسة تعود بالفائدة على المستثمر، إلا أنها تسبب خسائر مالية للشركة ومساهميها، لكنها توفر حماية مؤقتة للإدارة والموظفين من الفصل أو تخفيض المناصب، وهي نتائج محتملة في حال نجاح الاستحواذ العدائي.

## أمثلة
حقق الابتزاز الأخضر أرباحًا ضخمة لمستثمرين مثل تي بون بيكنز وجيمس جولدسميث خلال الثمانينيات. على سبيل المثال، حصل جولدسميث على 90 مليون دولار من شركة جوديير للإطارات والمطاط من خلال هذه الممارسة. كما دفعت شركة أوكسيدنتال بتروليوم مبلغ 194 مليون دولار لديفيد موردوك عام 1984 لإنهاء محاولة استحواذ عدائية.
تُعد شركة "سانت ريجيس للورق" مثالًا آخر على الابتزاز الأخضر. استحوذت مجموعة مستثمرين بقيادة جولدسميث على حصة 8.6% من الشركة وأبدت اهتمامًا بالاستحواذ الكامل عليها، مما دفع الشركة لإعادة شراء الأسهم بسعر أعلى من قيمتها السوقية. اشترت المجموعة الأسهم بمتوسط سعر 35.50 دولارًا للسهم، بقيمة إجمالية بلغت 109 ملايين دولار، ثم باعت الحصة بسعر 52 دولارًا للسهم، محققة ربحًا قدره 51 مليون دولار. بعد فترة وجيزة من هذه الصفقة في مارس 1984، أصبحت الشركة هدفًا للمستثمر روبرت مردوخ، الذي باع لاحقًا حصته البالغة 5.6% لشركة "تشامبيون إنترناشونال" مقابل ربح مالي.
في السياق السينمائي، ظهرت تكتيكات الابتزاز الأخضر بشكل بارز في فيلم وول ستريت لعام 1987، حيث وصف المستثمر السير لاري وايلدمان شخصية جوردون جيكو بأنه "قرصان رخيص وممارس للابتزاز الأخضر".

### قضية أوهايو 2024
في عام 2021، حاول مكتب محاماة رفع دعوى قضائية ضد مستثمرين وصفوا بأنهم "نشطاء" في محكمة مقاطعة فرانكلن، أوهايو، متهمًا إياهم بانتهاك قانون الولاية ضد الابتزاز الأخضر. مثلت شركة المحاماة "روبنز جيلر رودمان آند دود" نظام تقاعد رجال الإطفاء في مدينة كوربوس كريستي، ورفعت الدعوى ضد شركتي استثمار. زعمت الدعوى أن "ماكيلوم" و"أنكورا" حاولا تنفيذ حملة ابتزاز أخضر ضد سلسلة متاجر بيج لوتس. ينص قانون أوهايو على إلزام المستثمرين بالتخلي عن أي أرباح ناتجة عن امتلاكهم أسهم الشركة في حال ثبوت ممارستهم للابتزاز الأخضر. إلا أن التقارير أوضحت أن المستثمرين لم يقوموا بمثل هذه المحاولة، وفقًا لموقع RealClearMarkets. وفي مارس 2024، قام القاضي دانيال هوكينز، المرشح لعضوية المحكمة العليا في أوهايو، برفض القضية.

### حالات أخرى
دراسة من كلية هارفارد للأعمال عام 1990 انتقدت استخدام شركة ديزني المتكرر لتكتيكات الابتزاز الأخضر كوسيلة مؤقتة لشراء الوقت لإصلاح استراتيجياتها المالية.
في عام 2003، انتقد القاضي بيتر سميث المستثمر مايكل اشكروفت بسبب ممارسات ابتزاز أخضر في قضية الاستحواذ على شركة التنظيف RCO من قبل الشركة الدنماركية ISS. القاضي بيتر سميث قال:
يُطلق على هذه الممارسة بشكل ملطف – والتي أفهم أنها ليست غير مألوفة في مدينة لندن – مصطلح الابتزاز الأخضر. ولكن في رأيي، الكلمة الأنسب لوصفها هي الابتزاز فقط. إنها من النوع الذي يسيء لسمعة المدينة...

## تاريخ
استخدام الابتزاز الأخضر كاستراتيجية مالية هو جزء من تكتيكات عديدة في عالم التمويل. من أبرز السوابق القانونية في القرن العشرين المتعلقة بالتلاعب بالأسهم والتي أسست لممارسات مثل الابتزاز الأخضر:
- الولايات المتحدة ضد تشارناي (1976 و1978)
- الولايات المتحدة ضد وولفسون (1968)
- شركات مثل جيليت وريفلون[17][18]
- نيو وورلد وFour Star

تشمل السوابق التاريخية البارزة قبل القرن العشرين المتعلقة بالتلاعب بالأسهم والتي أرست الأساس لتكتيكات مثل الابتزاز الأخضر:
- جرانت وورد
- جي بي مورغان
- ويليام فاندربلت
- ويليام دير

## استراتيجيات الوقاية
الابتزاز الأخضر هو تكتيك مالي متقدم تستخدمه بعض الشركات، وقد تم تطوير العديد من الاستراتيجيات المضادة لمواجهته أو تقليل آثاره المالية. في بعض الولايات القضائية، هناك متطلبات قانونية تلزم الشركات بفرض قيود على تقديم عروض الاستحواذ الرسمية. كما ساهمت القيود القانونية والمعالجة الضريبية الصارمة في الولايات المتحدة على أرباح الابتزاز الأخضر (مثل فرض ضريبة عقابية بنسبة 50%) في الحد من انتشار هذه الممارسة منذ أوائل التسعينيات (انظر: 26 U.S.C. § 5881، و26 C.F.R. Part 156).
أصدرت بعض الولايات الأمريكية قوانين تحظر ممارسة الابتزاز الأخضر. فعلى سبيل المثال، يمنع قانون ولاية أوهايو أي مستثمر يُظهر نيته في السيطرة على شركة من بيع حصته في الشركة خلال 18 شهرًا من إعلان تلك النية. أما في نيويورك، يمنع قانون مكافحة الابتزاز الأخضر الشركات من إعادة شراء أكثر من 10% من أسهمها من مساهم واحد بسعر يفوق القيمة السوقية، إلا إذا حصلت الصفقة على موافقة كل من مجلس الإدارة وأغلبية المساهمين، مع استبعاد المساهم الراغب في بيع أسهمه من التصويت.